# Silici negre

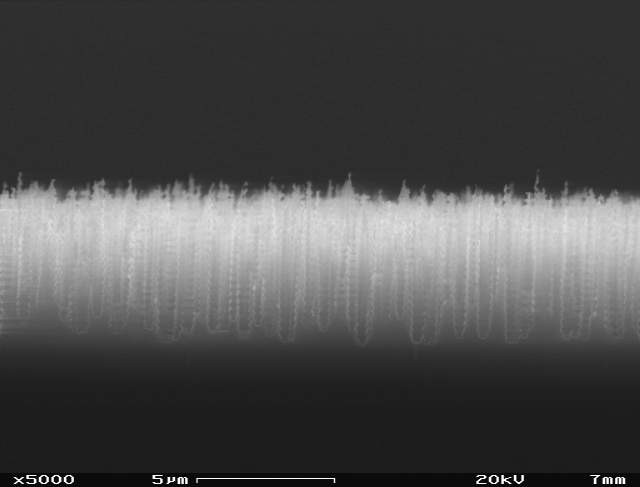
Micrografia electrònica d'escaneig de silici negre, produïda per RIE (procés ASE).

El silici negre és un material semiconductor, una modificació superficial del silici amb una reflectivitat molt baixa i, corresponentment, una alta absorció de llum visible (i infraroja). La modificació es va descobrir a la dècada de 1980 com un efecte secundari no desitjat del gravat d'ions reactius (RIE). Altres mètodes per formar una estructura similar inclouen el gravat electroquímic, el gravat amb taques, el gravat químic assistit per metalls i el tractament amb làser (que es desenvolupa al laboratori d'Eric Mazur a la Universitat Harvard).

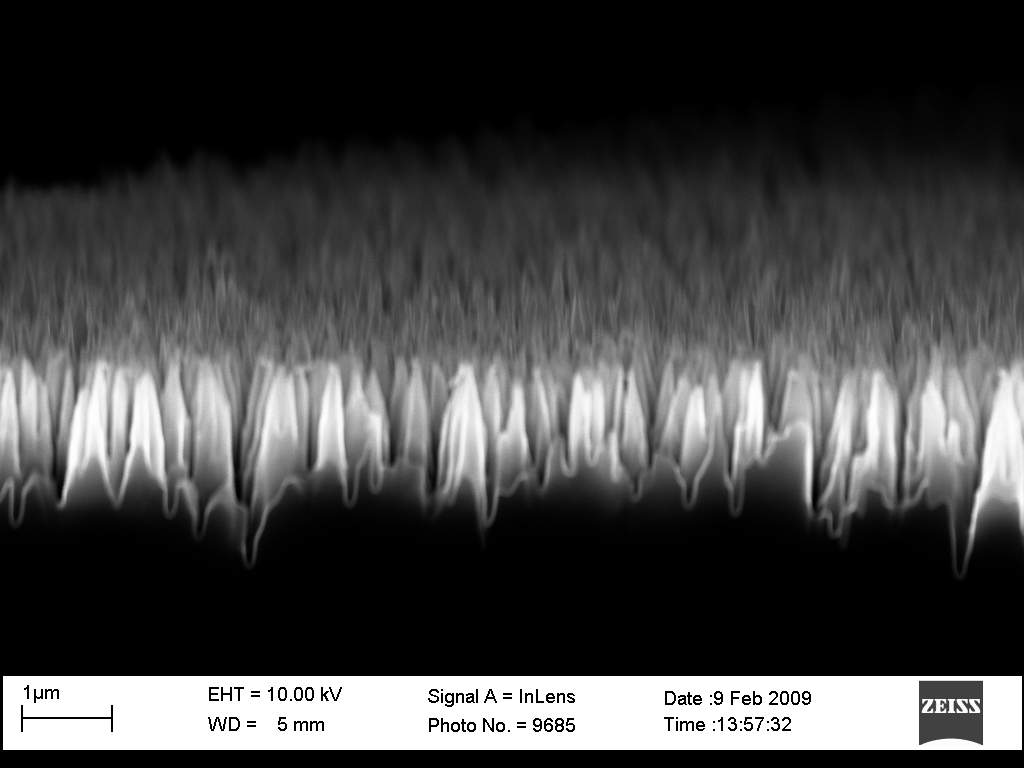
Micrografia SEM de silici negre format per RIE criogènic. Observeu les superfícies llises i inclinades, a diferència de les parets laterals ondulades obtingudes amb el procés RIE de Bosch.

El silici negre s'ha convertit en un actiu important per a la indústria solar fotovoltaica, ja que permet una major eficiència de conversió de llum a electricitat de les cèl·lules solars de silici cristal·lí estàndard, la qual cosa redueix significativament els seus costos. El silici negre és una estructura de superfície en forma d'agulla on les agulles estan fetes de silici d'un sol cristall i tenen una alçada superior a 10 µm i diàmetre inferior a 1 µm. La seva característica principal és una major absorció de la llum incident: l'alta reflectivitat del silici, que sol ser del 20 al 30% per a una incidència quasi normal, es redueix a un 5%. Això es deu a la formació de l'anomenat medi efectiu per les agulles. Dins d'aquest mitjà, no hi ha una interfície nítida, sinó un canvi continu de l'índex de refracció que redueix la reflexió de Fresnel. Quan la profunditat de la capa graduada és aproximadament igual a la longitud d'ona de la llum en silici (aproximadament una quarta part de la longitud d'ona al buit), la reflexió es redueix al 5%; els graus més profunds produeixen silici encara més negre. Per a una reflectivitat baixa, les característiques a nanoescala que produeixen la capa graduada de l'índex han de ser més petites que la longitud d'ona de la llum incident per evitar la dispersió.

## Aplicacions
Les característiques òptiques inusuals, combinades amb les propietats semiconductores del silici fan que aquest material sigui interessant per a aplicacions de sensors. Les aplicacions potencials inclouen:
- Sensors d'imatge amb major sensibilitat.
- Càmeres tèrmiques.
- Fotodetector d'alta eficiència gràcies a una major absorció.[9][10]
- Contactes mecànics i interfícies.[11]
- Aplicacions de terahertz.[12][13][14][15]
- Cèl·lules solars.[16][17][18][19]
- Superfícies antibacterianes[20] que funcionen trencant físicament les membranes cel·lulars dels bacteris.
- Espectroscòpia Raman millorada en superfície.[21]
- Sensors de gas d'amoníac.[22]